# Ciénega del Pedregal
Ciénega del Pedregal är en ort i Mexiko.   Den ligger i kommunen Guanajuato och delstaten Guanajuato, i den centrala delen av landet, 280 km nordväst om huvudstaden Mexico City. Ciénega del Pedregal ligger 1 853 meter över havet och antalet invånare är 500.
Terrängen runt Ciénega del Pedregal är platt åt sydväst, men åt nordost är den kuperad. Runt Ciénega del Pedregal är det tätbefolkat, med 356 invånare per kvadratkilometer. Närmaste större samhälle är Guanajuato, 11,2 km norr om Ciénega del Pedregal. Trakten runt Ciénega del Pedregal består till största delen av jordbruksmark.